# Yael Pecarovich
Yael Pecarovich Reyna (Montevidéu, 31 de janeiro de 1975), conhecida como Yael Pecarovich, é uma cantora e atriz uruguaia residente no Brasil. Interpretou Gal Costa no musical Rita Lee Mora ao Lado, com direção de Márcio Macena e Débora Dubois.

## Teatro
- Rita Lee Mora ao Lado (2014)[2]
- Otelo (2015)[3]
- Roque Santeiro – O Musical (2017)[4]

## Shows
- Cantrix (com as cantoras Renata Ricci, Lívia Graciano e Luciana Bollina)[5]

- Divino Maravilhoso (com o cantor Fabiano Medeiros)[6]